# João Neto
João André Pinto Neto (* 28. prosince 1981 Coimbra, Portugalsko) je bývalý portugalský zápasník–judista.

## Sportovní kariéra
S judem začínal v rodné Coimbře v portugalské YMCE (Associação Cristã de Moços). Připravoval se pod vedením Fausta Carvalha. V portugalské seniorské reprezentaci se pohyboval od roku 2002 v lehké váze do 73 kg. V roce 2003 si třetím místem na mistrovství světa v Osace zajistil účast na olympijských hrách v Athénách v roce 2004. Ve čtvrtfinále olympijského turnaje mu však porážku z mistrovství světa vrátil Moldavan Victor Bivol a obsadil sedmé místo. Po olympijských hrách přešel do polostřední váhy. V roce 2008 před domácím publikem potvrdil ziskem titulu mistra Evropy kvalifikaci na olympijské hry v Pekingu. Ve čtvrtfinále svedl krásnou bitvu s Korejcem Kim Če-pomem, kterému podlehl v prodloužení minimálním rozdílem na šido. V opravách se mu nedařilo a skončil bez umístění. V dalších dvou letech ho pronásledovala zranění zad, zapříčiněna jeho způsobem boje, kdy své soupeře rád zvedal. Aktivní sportovní kariéru byl nucen ukončit v roce 2011.
João Neto byl pravoruký judista s osobní technikou (tokui-waza) kata-guruma.

## Výsledky
| Turnaj             | 1999 | 2000       | 2001       | 2002       | 2003       | 2004       | 2005             | 2006             | 2007             | 2008             | 2009             | 2010             |
| Turnaj             | 18   | 19         | 20         | 21         | 22         | 23         | 24               | 25               | 26               | 27               | 28               | 29               |
| Turnaj             |      | lehká váha | lehká váha | lehká váha | lehká váha | lehká váha | polostřední váha | polostřední váha | polostřední váha | polostřední váha | polostřední váha | polostřední váha |
| ------------------ | ---- | ---------- | ---------- | ---------- | ---------- | ---------- | ---------------- | ---------------- | ---------------- | ---------------- | ---------------- | ---------------- |
| Olympijské hry     |      | —          |            |            |            | 7.         |                  |                  |                  | úč.              |                  |                  |
| Mistrovství světa  | —    |            | —          |            | 3.         |            | —                |                  | úč.              |                  | úč.              | úč.              |
| Mistrovství Evropy | —    | —          | —          | —          | 5.         | úč.        | —                | 7.               | úč.              | 1.               | —                | —                |
| MS juniorů         |      | úč.        |            |            |            |            |                  |                  |                  |                  |                  |                  |
| ME juniorů         | 7.   | 5.         |            |            |            |            |                  |                  |                  |                  |                  |                  |